# Harry Fowler
Henry James "Harry" Fowler MBE, född 10 december 1926 i Lambeth, London, död 4 januari 2012 i samma stad, var en brittisk skådespelare.

## Roller i urval
- 1947 – Joe och gänget
- 1952 – Pickwickklubben
- 1953 – På galej i Boulogne
- 1958 – Montys dubbelgångare
- 1962 – Den längsta dagen
- 1962 – Massor av bovar
- 1965 – Barnjungfrun
- 1966 – Doktorn går till sängs
- 1970 – Vackert, brorsan!
- 1977 – Fäkta för livet
- 1989 – Chicago Joe & the Showgirl
- 1993 – Indiana Jones äventyr (TV-serie)